# These Foolish Things (Remind Me of You)
Der Song These Foolish Things (Remind Me of You) ist eine Komposition von Harry Link und Jack Strachey (Musik) mit einem Text von Holt Marvell aus dem Jahr 1936.

## Inhalt
Der Song ist eine Ballade mit 32 (28) Takten, in der Form AABA. Das Stück hat eine Dur-Charakteristik, dessen Motivik teilweise an Puccinis Arie Nessun dorma erinnert; die ersten vier Takte im B-Teil sind in Moll gehalten. Im Text werden Dinge aufgezählt (etwa eine Zigarette mit Lippenstiftspuren oder das Klaviergeklimper nebenan), die in der Erinnerung weiterhin mit dem ehemaligen Partner verbunden werden, so dass er immer wieder präsent ist. Der B-Teil untermauert die Besonderheit der Beziehung: „You came, you saw, you conquered me“ (was an Julius Cäsars bekannte Redewendung Veni, vidi, vici erinnert).

## Entstehungs- und Wirkungsgeschichte
These Foolish Things wurde angeblich durch Maschwitz und den Komponisten Jack Strachey für die amerikanische Sängerin Joan Carr geschrieben und in der BBC aufgeführt (wo Maschwitz zu jener Zeit als Unterhaltungschef tätig war). Der Song floppte jedoch. Er wurde dann in der in London uraufgeführten Revue Spread It Around verwendet und dort von Dorothy Dickson gesungen, die den Titel jedoch nicht aufnahm. Der Song wurde 1936 von Leslie Hutchinson (der sich selbst am Piano begleitete) für Parlophone aufgenommen. In den Vereinigten Staaten wurden im selben Jahr nicht weniger als fünf Versionen zu Hits, nämlich die von:
- Benny Goodman und seinem Orchester (mit Sängerin Helen Ward, #1)
- Teddy Wilson und seinem Orchester (mit Sängerin Billie Holiday #5)
- Nat Brandywynne and His Stork Club Orchestra (mit Sänger Buddy Clark #6)
- Carroll Gibbons and His Orchestra (#8)
- Joe Sanders and His Orchestra (#17)

Wegen des Erfolgs des Titels wurden danach unzählige weitere Versionen aufgenommen, so von Bing Crosby, Frankie Laine, Sarah Vaughan, Ella Fitzgerald, James Brown, Aaron Neville, Frank Sinatra, Dinah Washington, Sammy Davis Jr., Bryan Ferry (als Titelsong seines Debütalbums von 1973), Jane Birkin und Rod Stewart. Jean Sablon legte bereits 1936 eine französische Version als Ces Petites Choses vor. Red Ingle and the Natural Seven gaben dem Song 1947 eine ironische Wendung mit dem neuen Text Them Durn Fool Things. Auf seiner Erfolgs-Single Everything veröffentlichte Michael Bublé den Song als B-Seite.
Der Song wurde auch in den Film Tokyo Joe von 1949 interpretiert und war Bestandteil der Broadway-Revue Blues in the Night (1982).
These Foolish Things wurde früh zu einem Jazzstandard: Benny Carter (1936), Hot Lips Page, Lionel Hampton, Thelonious Monk, Dave Brubeck, Chet Baker, Stan Getz, Count Basie und viele andere Jazzmusiker nahmen den Titel auf. Die Einspielung von Lester Young aus dem Dezember 1945 zählt nach Hans-Jürgen Schaal „zu den größten Balladenaufnahmen des Jazz überhaupt“, obwohl Young vollständig „das Thema durch eine überlegene, von ihm improvisierte Melodie“ ersetzt (die jedoch auf der Akkordfolge der Vorlage beruht). Lester Youngs Version inspirierte Eddie Jefferson, den Text für eine Vocalese zu schreiben (Baby Girl).